# 伊藤忠紙パルプ
伊藤忠紙パルプ（いとうちゅうかみ－）は、東京都に本社置く企業。伊藤忠商事の関連会社。

## 会社概要
- 本社　〒103-8415　東京都中央区日本橋本町2-7-1

- 事業　紙、パルプ、紙製品の売買・輸出入など